# 의재미술관
의재미술관은 의재 허백련의 화업을 계승하며 호남한국화단의 구심점이 되기위해 나아가는 미술관이다. 무등산 증심사 가는 길, 광주광역시 동구 증삼사길 155에 있다.

## 관람시간
- 하절기 : 오전 10시 ~ 오후 5시 30분
- 동절기 : 오전 10시 ~ 오후 5시
- 휴관일 : 매주 월요일, 추석, 1월 1일, 구정

## 관람 요금
| 구분               | 개인    | 단체                | 무료 관람                                             |
| ------------------ | ------- | ------------------- | ----------------------------------------------------- |
| 일반 (19 ~ 64세)   | 2,000원 | 1,000원 (20인 이상) | 13세 이하, 65세 이상, 국가유공자(본인에 한함), 장애인 |
| 청소년 (13 ~ 18세) | 1,000원 | 500원 (20인 이상)   | 13세 이하, 65세 이상, 국가유공자(본인에 한함), 장애인 |

## 같이 보기
- 광주광역시립미술관